# 太宰施門
太宰 施門（だざい せもん、1889年4月1日 - 1974年1月11日）は、日本のフランス文学者。京都大学名誉教授。名前の読み方は「しもん」あるいは「よしかど」とされることもある。
岡山県倉敷市児島出身。1913年東京帝国大学文学部卒。1919年第一高等学校教授在職中にフランス留学を命ぜられ、1920年出発、1921年京都帝国大学文学部助教授に任ぜられ、1923年帰国し着任、京都帝大に仏文研究室を開設。1931年オノレ・ド・バルザック「人間喜劇」の研究で文学博士、論文の題は「ラ、コメヂ、ユメーヌの研究」。1933年教授、17・19世紀の文学を研究、1949年定年退官。
歌舞伎にも造詣が深く著書もある。太宰治の筆名の由来とされることもあるがはっきりしない。

## 栄典
- 1945年（昭和20年）1月25日 - 勲二等瑞宝章[2]

## 著書
- 仏蘭西文学史 玄黄社 1917
- 伝統主義の文学 仏蘭西学会出版部 1917（現代仏蘭西文学叢書 第1編）
- ロマンチク時代 改造社 1925
- 伊太利紀行 イデア書院 1927
- 太宰仏蘭西語講話 白水社 1933
- Le Paris 政経書院 1934
- ルソーよりバルザックへ 政経書院 1934
- 瑪蘭樹 研究と随筆 人文書院 1937
- フランス近代作家 弘文堂書房 1939（教養文庫）
- バルザック研究 教育図書 1940
- 歌舞伎芸術 三省堂 1942
- フランス古典悲劇の形成 甲鳥書林 1942
- 歌舞伎考 晃文社 1943
- 文芸文化 三省堂 1943
- 文芸研究 千歳書房 1943
- バルザック以後 山口書店 1943
- フランス生活 創元社 1946（百花文庫）
- 演劇芸術 生活社 1946（日本叢書）
- ブゥルジェ前後 1870-1914 高桐書院 1946
- 古典演劇 高桐書院 1946
- フランス文学入門 晃文社 1947
- フランス文学序説 甲文社 1948
- バルザツク 上下巻 甲文社 1949

編著
- バルザック総説 河出書房 1934

## 翻訳
- コロンバ プロスペル・メリメ 白水社出版部 1922
- バルザツク全集 第1巻 ゴリオ爺さん 私的生活場景 河出書房 1935
- バルザツク全集 第3－4巻 幻滅 地方生活場景 河出書房 1935－36
- 人生叢書 人間の書 バルザック 金星堂 1936
- 田舍の醫者 バルザツク 明星社 1945